# Rouffach

Rouffach este o comună în departamentul Haut-Rhin din estul Franței. În 2009 avea o populație de 4.605 de locuitori.

## Evoluția populației
| An        | 1975  | 1982  | 1990  | 1999  | 2006  | 2009  |
| --------- | ----- | ----- | ----- | ----- | ----- | ----- |
| Populație | 4.768 | 4.615 | 4.303 | 4.187 | 4.620 | 4.605 |